# L'Aube Nouvelle
L'Aube Nouvelle (L'alba d'un nou dia) és l'Himne nacional de Benín. Escrit i compost per Gilbert Jean Dagnon, va ser adoptat des de la independència de la República de Dahomey de França el 1960.
Després que Dahomey es convertís en la República Popular de Benín el 1975, l'himne es va conservar, però les paraules Dahomey i Dahoméen es van canviar a Bénin i Béninois.